# Antonio di Francesco da Venezia
Pour les articles homonymes, voir Veneziano.
Antonio di Francesco da Venezia, appelé aussi Antonio Veneziano ou encore Antonio Viniziano, né à Venise, et mort à Florence en 1384, est un peintre italien de la période gothique  de la fin du XIVe siècle qui a été actif  à partir de 1369 jusqu'aux années 1380, principalement à Venise, Florence et Pise.

## Biographie
Né à Venise, il part pour Florence où il devient l'élève de Taddeo Gaddi puis « apprécié par les Florentins pour son talent et ses autres bonnes qualités ».
Il retourne dans sa ville natale, Venise, pour y démontrer son talent et obtient de la Signoria la commande des fresques de l'un des murs de la salle du conseil. Il exécute son travail avec excellence et en obtient une récompense supplémentaire ce qui attire la jalousie des autres peintres. Il quitte alors définitivement Venise pour ne considérer que Florence comme sa ville d'attache, où il ouvre un atelier et commence par des peintures au cloître de Santo Spirito (Le Christ appelant Pierre et André occupés à leurs filets, Zébédée et ses fils, Miracle des pains et des poissons).
Il démontre son talent dans les figures également à San Stefano du Ponte Vecchio, sur la prédelle du maître-autel, par les scènes miniatures de la Vie de saint Étienne.
Appelé à Pise, Antonio termine trois fresques des scènes de la vie de Saint Ranieri commencées par Andrea di Firenze puis confiées ensuite à Barnaba da Modena (et improprement attribuées à Simone Sanese par Vasari) dans le Camposanto monumentale de Pise. Déjà dégradées par le temps, elles ont été gravement endommagées au cours d'un bombardement pendant la Deuxième Guerre mondiale.
À Pise, il travaille aux côtés d'Andrea Vanni à la décoration des plafonds de la cathédrale (1370) et, revenu à Florence, il peint le plafond du Capellone degli Spagnuoli dans la Basilique Santa Maria Novella à Florence.
Il est appelé à la Chartreuse de Galluzzo par les Acciaiuoli, qui ont construit l'édifice, pour peindre le retable du maître-autel (qui fut détruit ensuite par le feu et remplacé par du marbre) et une Transfiguration du Christ dans la chapelle de la garde-robe.
En 1374, il a été enregistré dans l'Arte dei Medici e Speziali, la corporation des apothicaires, qui comprenait des peintres de Florence (pour les secrets de fabrication). Parce qu'il a étudié la science des herbes dans les œuvres de Dioscoride, étant très attiré par la nature et cherchant à comprendre la propriété et la vertu de chacune d'entre elles, il abandonne la peinture et s'adonne à la distillation des simples après les avoir recueillies lui-même. Changeant de ce fait du rôle de peintre à celui de médecin, il continue pendant longtemps cet art. Tombé malade de l'estomac (ou de la peste par son exercice de médecin, disent d'autres) il meurt à l'âge de soixante-quatorze ans, en l'année 1384, lors de la grande peste de Florence.
Gherardo Starnina a été le plus important de ses élèves.

## Œuvres
- A terminé les trois fresques de la Vie de saint Ranieri commencées par Andrea da Firenze dans le Camposanto monumentale de Pise.
- Décoration des plafonds de la cathédrale de Pise, avec Andrea Vanni (1370).
- Plafond du Capellone degli Spagnuoli dans la Basilique de Santa Maria Novella de Florence.
- Décollation de saint Jean-Baptiste, salle des peintures, Museo dell'Opera del Duomo (Florence).
- Vierge à l'Enfant (env. 1380), Museum of Fine Arts, Boston
- Saint Christophe.
- Madonna del Parto, Pieve de Montefiesole, Pontassieve[2]